# Vendresse British Cemetery
Pour les articles homonymes, voir Vendresse (homonymie).
Le  Vendresse British Cemetery  est un cimetière militaire de la Première Guerre mondiale, situé sur le territoire de la commune de Vendresse-Beaulne, dans le département de l'Aisne, au sud de Laon.
Un autre cimetière britannique est implanté sur le territoire de la commune : Vendresse Churchyard.

## Localisation
Ce cimetière est situé à 500 m au nord-est du village, sur la D967, en direction de Cerny-en-Laonnois.

## Histoire

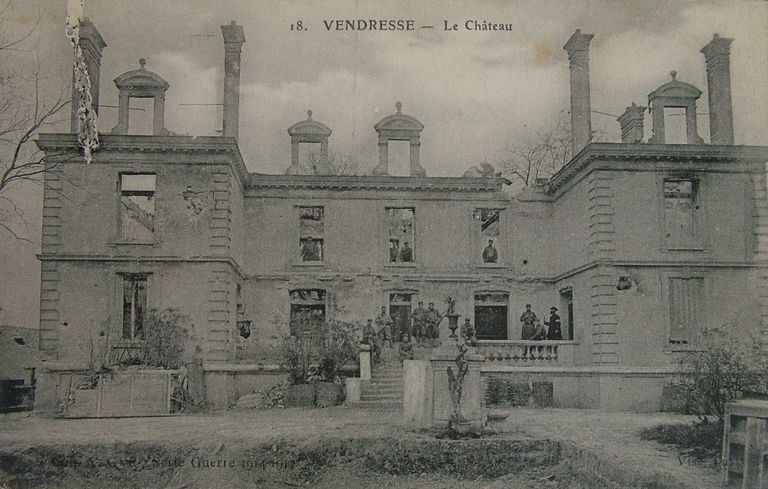
Le château de Vendresse incendié par les Allemands en 1917.

Situé en bordure du Chemin des Dames, le secteur de Vendresse-et-Troyon et Beaulne fut le théâtre de violents combats répétés auxquels participèrent les troupes britanniques du 13 septembre au 16 octobre 1914 date à laquelle les Britanniques quittèrent l'Aisne pour combattre sur le front de la Somme et du Pas-de-Calais.
En mai 1918, à la suite d'un accord franco-britannique, les soldats britanniques vinrent prendre du repos dans ce secteur devenu calme.
Le 27 mai 1918, Ludendorff lança sa quatrième offensive de printemps. De nombreux britanniques périrent lors de cette attaque.
Ce cimetière britannique de Vendresse a été constitué après l'Armistice par la concentration de tombes provenant de nombreux cimetières provisoires des environs.
Il y a 727 victimes de la guerre 1914-18 commémorées sur ce site dont 400 sont non identifiées et presque tous sont tombés en 1914 ou 1918. Des monuments commémoratifs spéciaux enregistrent les noms de 50 soldats britanniques enterrés dans d'autres cimetières dont les tombes ont été détruites par des tirs d'obus
.

## Caractéristiques
Ce cimetière a un plan carré aux angles arrondis de 50 m de côté.
Il est entouré d'un muret de moellons.
Le cimetière a été conçu par Sir Edwin Lutyens et John Reginald Truelove.

## Galerie

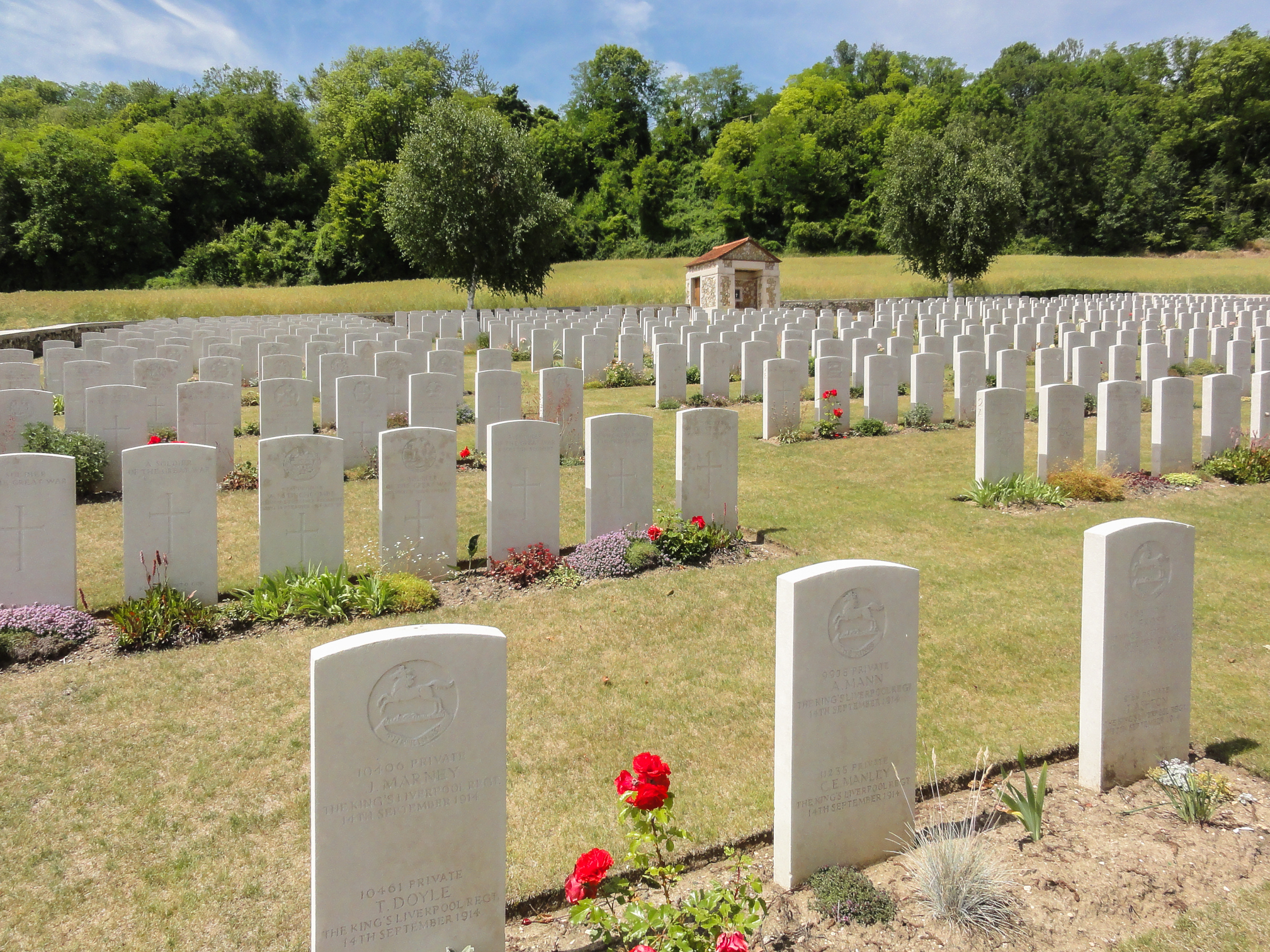
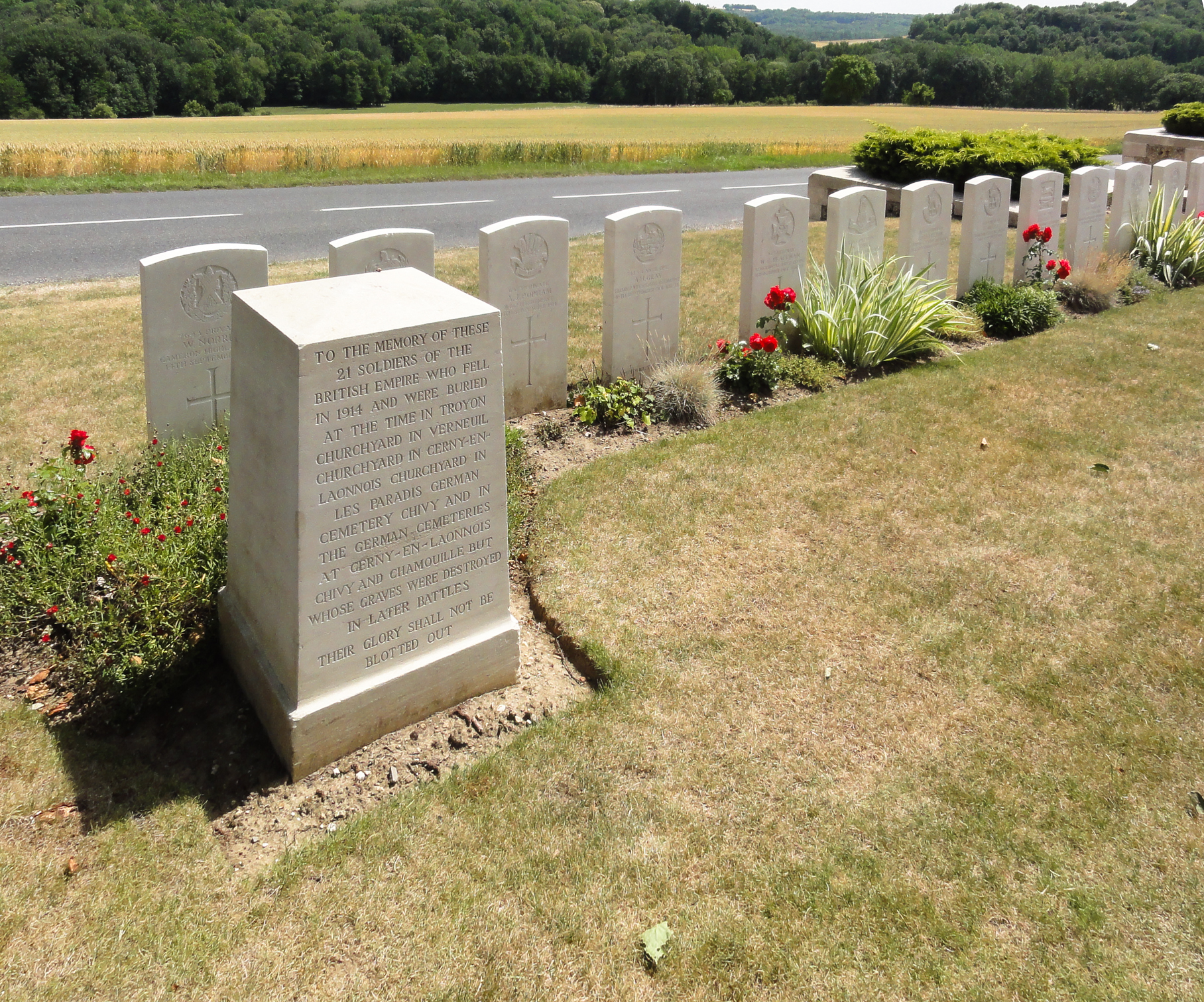
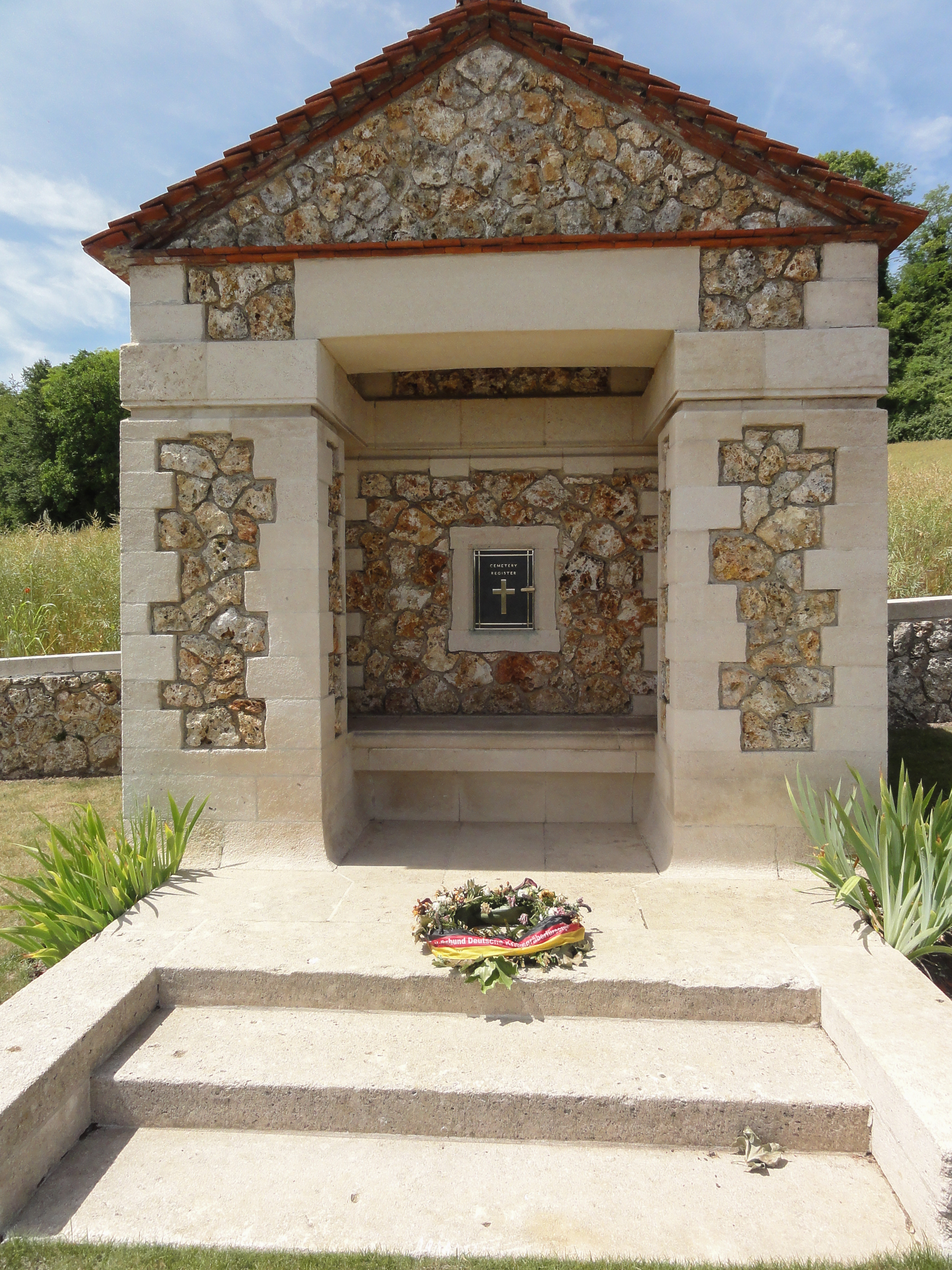
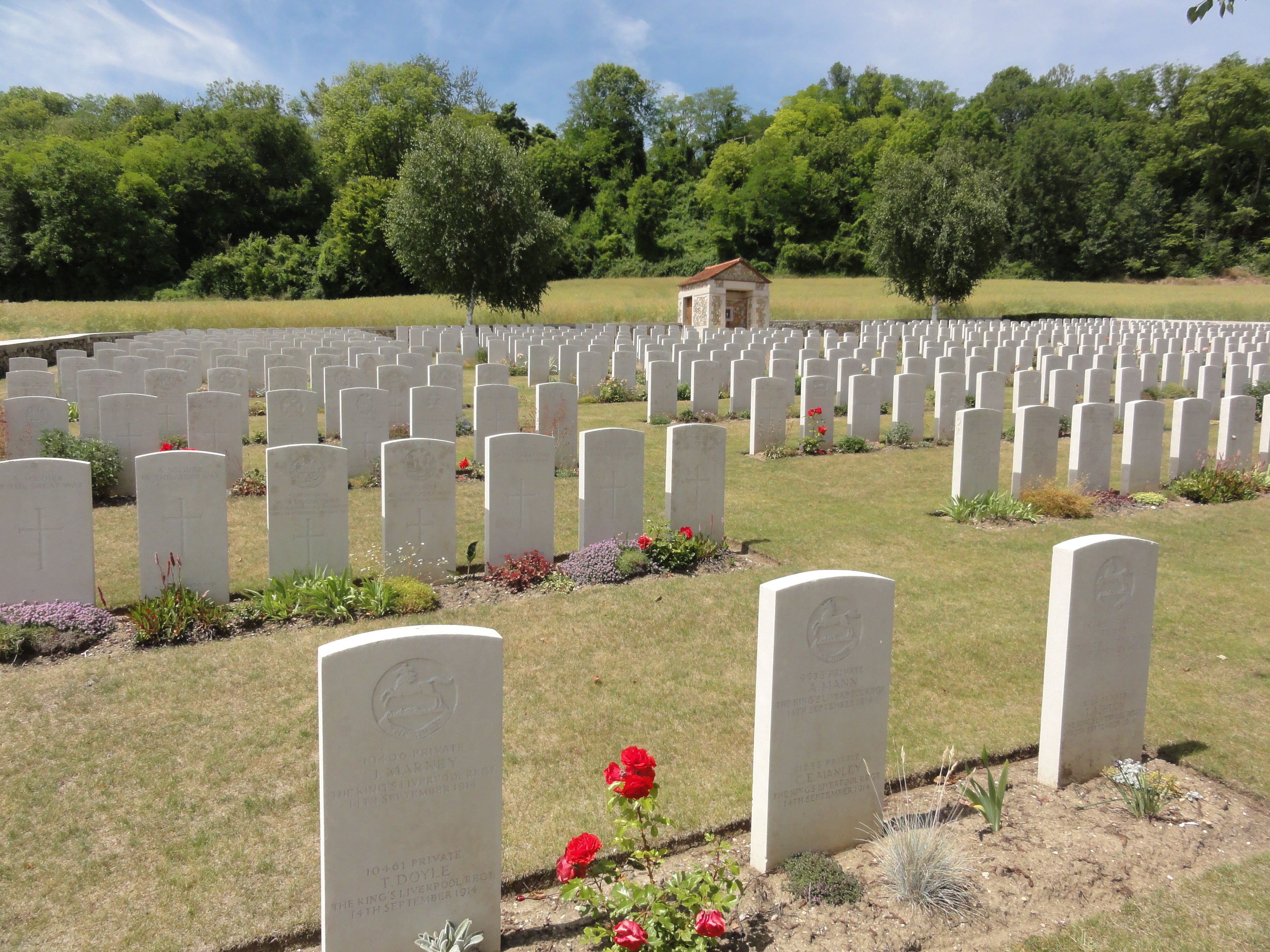
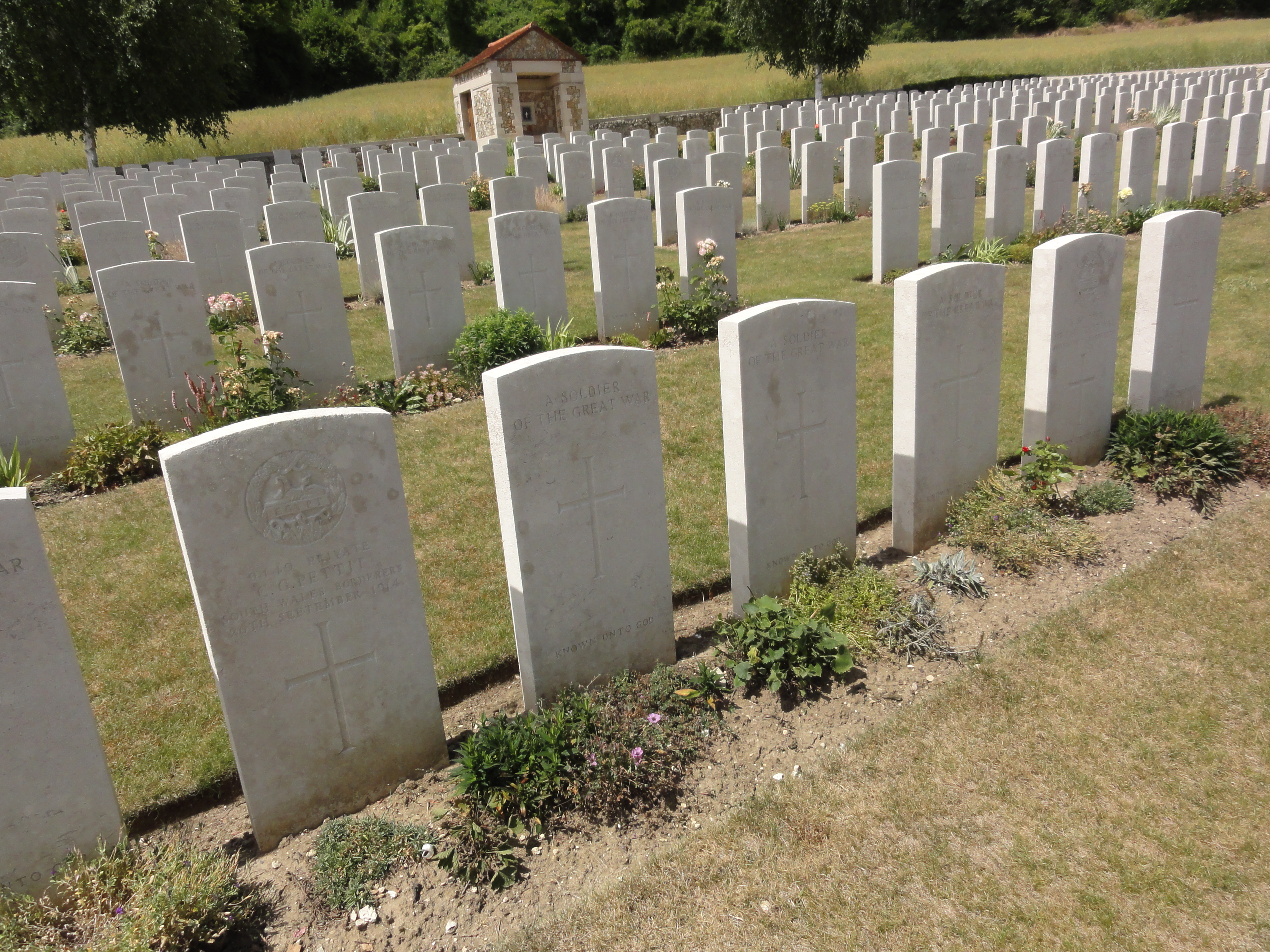

## Sépultures
| Pays        | Sépultures |
| ----------- | ---------- |
| Royaume-Uni | 727        |